# Green Cross Italia

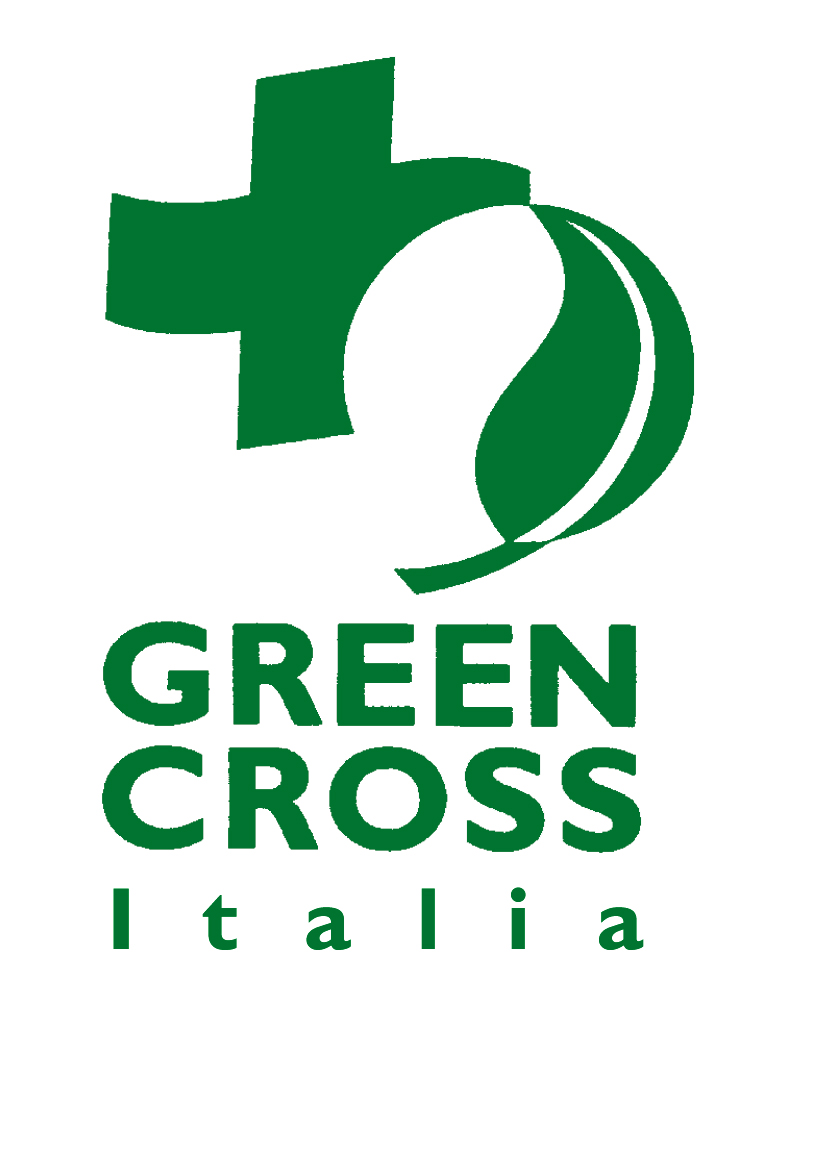
Logo Green Cross Italia

Green Cross Italia è una ONG per lo sviluppo sostenibile riconosciuta dal ministero degli Affari Esteri e dal ministero dell'Ambiente. Fa parte di Green Cross International, fondata e diretta da Mikhail Gorbaciov nel 1992 a Rio de Janeiro.
La sua missione consiste nel contribuire a costruire un futuro equo, sostenibile e sicuro per tutti attraverso l'incoraggiamento del cambiamento dei valori e lo sviluppo di un nuovo senso di interdipendenza globale e responsabilità condivisa nelle relazioni umane con la natura.
In particolare, gli obiettivi generali dell'organizzazione sono:
- promuovere valori, stili di vita e norme legali imperniati sui temi della sostenibilità ambientale, descritti nei principi della Carta della Terra;
- intervenire per contribuire a prevenire i conflitti legati all'accesso alle risorse naturali;
- operare a fianco delle popolazioni colpite dalle conseguenze ambientali delle guerre e dei conflitti.

## I membri del board
Nel board internazionale, oltre a Gorbaciov, sono presenti personaggi illustri come Jan Kulczyk, Mohan Munasinghe, Javier  Perez de Cuéllar e Mário Soares. 
Nel comitato d'onore, tra gli altri, si annoverano le presenze della principessa Basma Bint Talal, dell'esploratore Jean-Michel Cousteau, del fondatore della Cnn Ted Turner e dell'attore Robert Redford. 
Numerose sono le personalità che fanno parte dell'associazione italiana tra cui Guido Pollice, che ne è presidente fondatore, Gianni Cervetti e Mariapia Garavaglia, in qualità di vicepresidenti, e l'attrice Claudia Cardinale. Green Cross Italia è guidata dal presidente esecutivo Elio Pacilio.

## I riconoscimenti
L'organizzazione ha ottenuto dal ministero degli Affari Esteri il riconoscimento di idoneità a operare nel campo della cooperazione internazionale con i Paesi in via di sviluppo in qualità di ONG (Organizzazione Non Governativa). Dal ministero dell'Ambiente ha ricevuto il decreto di riconoscimento di Associazione nazionale di protezione ambientale.

## I progetti
Oltre che nel proprio Paese, l'Ong interviene con azioni di cooperazione internazionale in Bielorussia, Burkina Faso, Ghana, Senegal, Ucraina e Vietnam. 
I progetti riguardano: l'accesso all'acqua potabile e sicura; sviluppo delle fonti rinnovabili nella produzione di energia; l'accompagnamento all'applicazione degli accordi internazionali per la neutralizzazione delle armi di distruzione di massa e assistenza alle popolazioni coinvolte; la sensibilizzazione dei giovani attraverso l'educazione allo sviluppo sostenibile; l'informazione e il dialogo tra i differenti settori della società per affrontare in modo condiviso le sfide di mitigazione e adattamento alle conseguenze dei cambiamenti climatici.

### Freddas / Terre di confine
Progetto coordinato e realizzato da Green Cross Italia per garantire lo sviluppo economico, durevole e ambientalmente sostenibile, delle popolazioni che vivono lungo la valle del Fiume Senegal favorendo l'occupazione, prioritariamente femminile, e la coltivazione di 60 ettari di terreni non coltivati.

### Smart Water for Green Schools
Il progetto ha l'obiettivo di fornire acqua pulita e migliori condizioni di salute agli studenti delle scuole in Ghana attraverso la costruzione di pozzi, sistemi per la raccolta di acqua piovana e latrine ecologiche.
I sistemi di raccolta d'acqua, già testati in numerose applicazioni nel mondo, vengono posizionati sui tetti delle scuole e l'acqua filtrata è raccolta in una cisterna vicina, immediatamente disponibile. Le latrine ecologiche permettono di ottenere del fertilizzante e migliorare le condizioni sanitarie di tutta la comunità.
I membri delle comunità coinvolte partecipano attivamente ai lavori e beneficiano di corsi di formazione, funzionali sia alla gestione sia alla manutenzione delle opere realizzate.
L'intervento permette anche di ridurre il fenomeno di erosione del suolo e di conseguenza eventuali inondazioni.

## Le iniziative
L'Associazione organizza e promuove iniziative legate alla salvaguardia dell'ambiente e allo sviluppo sostenibile.
Il fine ultimo che l'ONG si pone è quello di mantenere vivo l'interesse della cittadinanza su temi quali acqua, energie, disarmo, educazione ambientale ed emergenze nei Paesi del Sud del mondo, nell'ottica di favorire una "cultura dello sviluppo" basata sulla conoscenza, sull'indipendenza culturale e sulle pari opportunità.
Attraverso seminari, convegni, concorsi rivolti alle scuole e campagne di sensibilizzazione e comunicazione, Green Cross Italia vuole insegnare e divulgare ai cittadini un nuovo modo di porsi, non più repressivo, sfruttatore e dominatore nei confronti del Pianeta, ma in armonia con gli altri esseri viventi e con le risorse, cosciente del fatto che non rispettare l'ambiente equivale a non tutelare se stessi.

### Immagini per la Terra
Immagini per la Terra è il Concorso nazionale di educazione ambientale di Green Cross Italia, indirizzato alle scuole di ogni ordine e grado. Ogni edizione si svolge nel corso di un anno scolastico ed è volta ad approfondire una tematica ambientale specifica, con lo scopo di accrescere la consapevolezza degli studenti sullo stato del territorio in cui vivono e sulle possibilità di sviluppo e benessere legate a un corretto rapporto tra uomo e Natura. 
Le scuole sono chiamate a produrre elaborati attraverso le diverse tipologie della comunicazione. Sottoposti al giudizio di una commissione esaminatrice, i lavori migliori ricevono premi in denaro da utilizzare in iniziative ambientali all'interno della scuola o nel territorio di appartenenza. Gli studenti vincitori sono tradizionalmente ricevuti dal Presidente della Repubblica Italiana.

### Ibisco, un fiore per l'Africa
Ibrisco un fiore per l'Africa è la campagna ideata e realizzata da Green Cross insieme all'azienda fitocosmetica L'Erbolario. A partire dall'8 marzo 2013, in occasione della festa della donna, e per i prossimi tre anni, L'Erbolario sostiene il progetto "Freddas - Terre di confine" contribuendo a garantire un futuro sostenibile alle donne e ai bambini delle comunità che vivono lungo la Valle del fiume Senegal.

### Acqua for Life
Acqua for Life è la campagna di solidarietà lanciata da Green Cross e Giorgio Armani Parfums nel 2011.
L'obiettivo prioritario dell'iniziativa benefica, che dà sostegno al progetto internazionale Smart Water for Green Schools, è quello di costruire infrastrutture tra pozzi di profondità, pozzi di superficie e cisterne per la raccolta di acqua piovana nei villaggi del Sud del mondo, assicurando acqua potabile per molti anni ai bambini e alle loro comunità.